# Simon I. von Lilienfeld
Simon I. von Lilienfeld OCist († April 1542) war von Oktober 1541 bis April 1542 Abt des Stiftes Lilienfeld.

## Leben
Die 24 Wochen dauernde Regierungszeit von Abt Simon wird 1551 durch Abt Georg Reichard (reg. 1548–1559) bezeugt. Demzufolge sei Simon zwischen Oktober 1541 und April 1542 Abt gewesen und gegen Ende April 1542 gestorben. Der Lilienfelder Stiftsarchivar Paul Tobner dokumentiert eine Archivalie vom 24. Februar 1542, die den Namen von Abt Simon anführt. In den älteren Äbtelisten fehlt Simon sowie sein direkter Vorgänger Laurentius I.